# Chasmaporthetes
Chasmaporthetes, también conocido como la hiena corredora, es un género extinto de hiena que vivió en América del Norte, Europa, África y Asia durante las épocas del Plioceno al Pleistoceno, viviendo desde hace 4,9 millones de años hasta hace 780.000 años. El género probablemente se originó de hienas euroasiáticas del Mioceno como Thalassictis o Lycyaena, siendo C. borissiaki el miembro más antiguo conocido del género. La especie C. ossifragus fue la única hiena que llegó a habitar el continente americano, extendiéndose en lo que ahora es Arizona y México durante las Edades-Mamífero Blancano e Irvingtoniano inicial, hace entre 5 a 1,5 millones de años.
Chasmaporthetes fue una de las llamadas "hienas caninas" (de las cuales el lobo de tierra es el único sobreviviente), un grupo de hienas que evolucionaron miembros más delgados para correr como los cánidos modernos, en contraste con las clásicas hienas "rompehuesos".
El género ha entrado en el léxico popular como resultado de afirmaciones criptozoológicas, siendo propuesto como el origen de criaturas como el Shunka Warakin y el Cuitlamiztli.

## Taxonomía y etimología

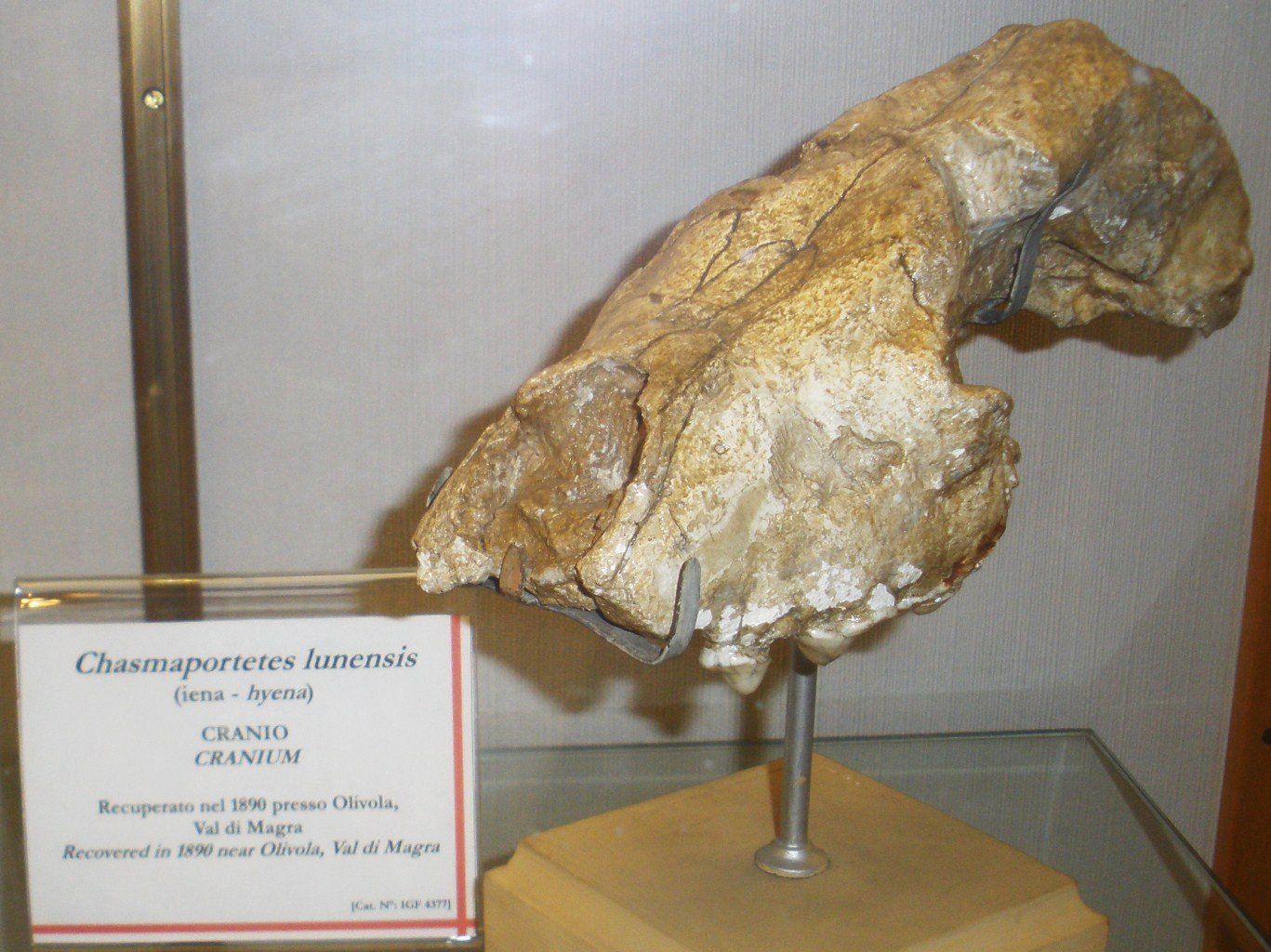
Cráneo de Chasmaporthetes lunensis

Chasmaporthetes fue nombrado por Hay (1921). Su especie tipo es Chasmaporthetes ossifragus. Fue asignado a la familia Hyaenidae por Hay (1921), Geraads (1997) y Flynn (1998).

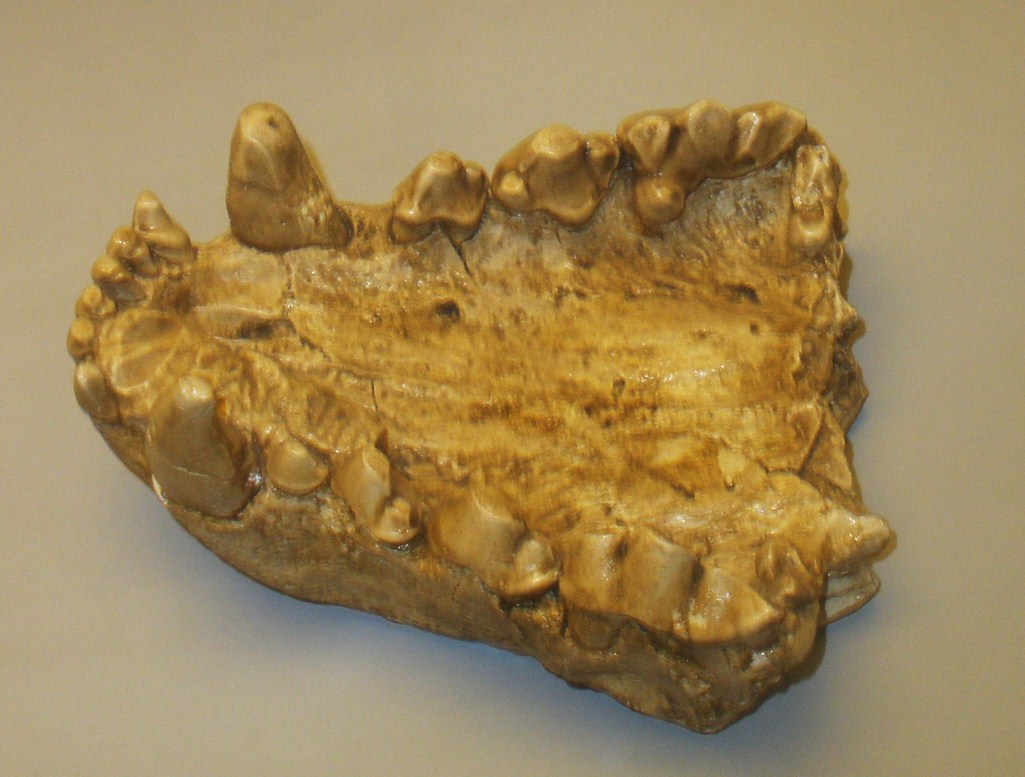
Mandíbula de Chasmaporthetes lunensis kani

El nombre del género significa "el que vio el cañón", refiriéndose al hecho de que fue la única hiena que cruzó el puente terrestre de Bering y llegó a América del Norte, en la época en que se formaba el Gran Cañón.

## Anatomía y paleoecología
Los huesos de los miembros de Chasmaporthetes eran largos y delgados como los de los guepardos, y sus molares eran delgados y con bordes afilados como los de un felino. Es probable que Chasmaporthetes habitara zonas abiertas y cazara durante el día. En Europa, la especie C. lunensis competía con el guepardo gigante Acinonyx pardinensis, y puede haber cazado a la pequeña gacela Gazella borbonica y a la gamuza Procamptoceras brivatense. La especie norteamericana C. ossifragus tenía una constitución similar a C. lunensis, pero tenía dientes y mandíbulas algo más robustos. Este puede haber depredado a la marmota gigante Paenemarmota, y competía con el mucho más numeroso cánido Borophagus diversidens. Un estudio de las muescas en las intercúspides de los premolares del género indicó que Chasmaporthetes era probablemente un hipercarnívoro más que un durófago, como sus parientes modernos (excluyendo al lobo de tierra).